# Trzeci Wymiar
Trzeci Wymiar – polska grupa muzyczna wykonująca hip-hop. Powstała w 1998 roku w Wałbrzychu początkowo pod nazwą Poetikanonim, powstała z inicjatywy raperów Patrycjusza „Nullo” Kochanowskiego i Michała „Szada” Baryły.

## Historia
Historia zespołu sięga 1998 r., kiedy Nullo i Szad jako Poetikanonim nagrali nielegal Od zawsze tu byłem. Nullo zrealizował także solowy projekt Wszystko rymowanym słowem, dzięki któremu wygrał festiwal hip-hopowy w Żarowie. W nagrodę otrzymał szansę współpracy z producentem muzycznym Magierą. Na jego płycie zadebiutował DJ Sph.
Do zespołu dołączyli DJ Sph i Pork. W nowym składzie został nagrany utwór „Status Quo” oraz kilka innych pod nazwą Peo-ete-ik. Demo zostało wysłane do wytwórni. Powstał także podziemny teledysk do piosenki „Trójwymiarowy biznes”. Nazwa Trzeci Wymiar powstała, wraz z podpisaniem kontraktu z wytwórnią Camey Studio.
Debiutancki album grupy zatytułowany Cztery pory rapu ukazał się w październiku 2003. Gościnnie wystąpili na nim Wall-E, Peja. Płytę promowały single: 15 Mc’s, Skamieniali, Dostosowany, Dla mnie masz stajla, Zapomnij o tym i Bez rapu byłbym nikim!. Album znalazł 18 tysięcy nabywców. Rok później ukazała się reedycja pierwszego albumu Trzeciego Wymiaru, na której znalazły się dodatkowe remiksy i teledyski oraz utwór „Basketball” Nullo i Masseya.
Prace nad drugą płytą trwały od stycznia 2005 do stycznia 2006 roku. Za produkcję odpowiedzialni byli: DJ Sph, Creon, Laska i Magiera (White House). Na płycie Inni niż wszyscy, która premierę miała 24 kwietnia 2006, znalazło się 15 utworów. Gościnnie wystąpili na nich: Wall-E, DonGURALesko, Esee, OneManArmy, K-Fka, Puenta i Blanco.
Album promował teledysk „Wuuuf” w reżyserii Dariusza Szermanowicza. Był on realizowany w studiu telewizyjnym Polskiego Radia Wrocław. Trzeci Wymiar pojawił się także na kompilacji L.A.& Magiery Kodex 2: Proces (utwór „Zostaw”), albumie producenta IGS Na klucz (utwór „Mięso”) oraz Kodex 3 – Wyrok (utwór „Przygotuj się na sztorm”) jako 3WKasta.
W roku 2009 ukazała się trzecia płyta zespołu zatytułowana Złodzieje czasu. Album został wyprodukowany przez DJ-a Creona i DJ-a Cuto. Gościnnie w nagraniach wzięli udział m.in. raper Fokus i beatboxer Zgas. Płytę promowały single: „Złodzieje czasu”, „Bezpowrotnie”, „Łapy w górę” i „Złap za broń”. Pod koniec 2011 roku płyta uzyskała w Polsce status złotej, sprzedając się w nakładzie przekraczającym 15 tys. egzemplarzy.
12 maja 2012 roku ukazał się czwarty album grupy pt. Dolina klaunoow. Gościnnie w nagraniach wzięli udział m.in. Peja, Te-Tris oraz Ras Luta. Materiał został wyprodukowany przez DJ Creona, Donatana, Snake’a, Magierę, DJ Kut-O, i Krisa. Miesiąc po premierze album został wyróżniony złotą płytą, sprzedając się w nakładzie 15 tys. kopii.
8 maja 2015 roku do sprzedaży trafił piąty album studyjny formacji zatytułowany Odmienny stan świadomości. Nagrania zostały wyprodukowane w całości przez DJ-a Creona. Jedynym gościem na płycie był wokalista Kamil Bednarek. W niespełna tydzień od premiery płyta uzyskała w Polsce status złotej znalazłszy 15 tys. nabywców.
Latem 2016 roku z zespołu odszedł jego współzałożyciel Szad, co poskutkowało rozwiązaniem zespołu.

## Dyskografia

### Albumy studyjne
| Tytuł | Album                                                                     | Pozycja na liście | Sprzedaż       | Certyfikat                 |
| Tytuł | Album                                                                     | POL               | Sprzedaż       | Certyfikat                 |
| ----- | ------------------------------------------------------------------------- | ----------------- | -------------- | -------------------------- |
| 2003  | Cztery pory rapu - Data: 20 października 2003 - Wydawca: Camey Studio     | 28                | - POL: 60 000+ | - ZPAV: 2× platynowa płyta |
| 2006  | Inni niż wszyscy - Data: 24 kwietnia 2006 - Wydawca: Camey Studio         | 40                |                |                            |
| 2009  | Złodzieje czasu - Data: 11 maja 2009 - Wydawca: Labirynt Records          | 30                | - POL: 15 000+ | - ZPAV: złota płyta        |
| 2012  | Dolina klaunoow - Data: 12 maja 2012 - Wydawca: Labirynt Records          | 4                 | - POL: 15 000+ | - ZPAV: złota płyta        |
| 2015  | Odmienny stan świadomości - Data: 8 maja 2015 - Wydawca: Labirynt Records | 1                 | - POL: 15 000+ | - ZPAV: złota płyta        |

### Single
| Rok  | Tytuł                  | Pozycja na liście | Pozycja na liście | Pozycja na liście | Certyfikat          | Album                     |
| Rok  | Tytuł                  | SLiP              | PiK               | 30 ton            | Certyfikat          | Album                     |
| ---- | ---------------------- | ----------------- | ----------------- | ----------------- | ------------------- | ------------------------- |
| 2003 | „Dla mnie masz stajla” | 14                | 1                 | 27                |                     | Cztery pory rapu          |
| 2015 | „Murmurando”           |                   |                   |                   | - ZPAV: złota płyta | Odmienny stan świadomości |

### Inne notowane lub certyfikowane utwory
| Rok                         | Tytuł                                  | Pozycja na liście | Pozycja na liście | Certyfikat | Album            |
| Rok                         | Tytuł                                  | SLiP              | PiK               | Certyfikat | Album            |
| --------------------------- | -------------------------------------- | ----------------- | ----------------- | ---------- | ---------------- |
| 2004                        | „Dostosowany”                          | 9                 | –                 |            | Cztery pory rapu |
| 2004                        | „Skamieniali” (gośc. Teka)             | 3                 | 2                 |            | Cztery pory rapu |
| 2004                        | „Zapomnij o tym”                       | 11                | 2                 |            | Cztery pory rapu |
| 2005                        | „Bez rapu byłbym nikim” (gośc. Wall-E) | 49                | –                 |            | Cztery pory rapu |
| „–” utwór nie był notowany. |                                        |                   |                   |            |                  |

### Inne
| Album                                                                 | Rok  | Utwór                                                                 | Źródło |
| --------------------------------------------------------------------- | ---- | --------------------------------------------------------------------- | ------ |
| Sidney Polak – Sidney Polak                                           | 2004 | „Inny wymiar” (gościnnie: Trzeci Wymiar)                              | [ 27 ] |
| Teka – Chcę, więc potrafię                                            | 2004 | „Skamieniali RMX” (gościnnie: Trzeci Wymiar, Proceente, Aksa)         | [ 28 ] |
| White House – Kodex 2: Proces                                         | 2004 | „Zostaw” (gościnnie: Trzeci Wymiar)                                   | [ 29 ] |
| IGS – Na klucz                                                        | 2005 | „Mięso” (gościnnie: Trzeci Wymiar)                                    | [ 30 ] |
| DonGURALesko, Matheo – Manewry mixtape. Z cyklu janczarskie opowieści | 2007 | „Leje się atrament” (gościnnie: Trzeci Wymiar)                        | [ 31 ] |
| White House – Poeci                                                   | 2009 | „Reduta Ordona” – Adam Mickiewicz (gościnnie: Trzeci Wymiar)          | [ 32 ] |
| Słoń, Mikser – Demonologia                                            | 2010 | „Piekło” (gościnnie: Trzeci Wymiar, Fabuła, DJ Simo)                  | [ 33 ] |
| Pih – Dowód rzeczowy nr 2                                             | 2011 | „Wiatr” (gościnnie: Trzeci Wymiar)                                    | [ 34 ] |
| Grube jointy 2: karani za nic (kompilacja)                            | 2011 | Trzeci Wymiar – „Gandzia krąg” (prod. Timothy Drake, scr. Dj Krusz-G) | [ 35 ] |
| Buczer – Dwa oblicza                                                  | 2012 | „Moje życie to rap” (gościnnie: Trzeci Wymiar)                        | [ 36 ] |
| White House – Kodex 4                                                 | 2012 | „Armagedon” (gościnnie: Trzeci Wymiar)                                | [ 37 ] |
| Slums Attack – CNO2                                                   | 2012 | „Hip Hop wciąż żywy” (gościnnie: Trzeci Wymiar)                       | [ 38 ] |
| Donatan – Równonoc. Słowiańska dusza                                  | 2012 | „Z dziada pradziada” (gościnnie: Trzeci Wymiar)                       | [ 39 ] |
| Szad – I niech szukają mnie kule                                      | 2013 | „3WFlooowKlika” (gościnnie: Trzeci Wymiar)                            | [ 40 ] |
| White House – Kodex 5 Elements                                        | 2014 | „Kod bushido” (gościnnie: Trzeci Wymiar)                              | [ 41 ] |
| Kaczor – Most na rzece odkupienia                                     | 2014 | „Wszechstylowy blitzkrieg” (gościnnie: Trzeci Wymiar)                 | [ 42 ] |

## Teledyski
| Tytuł                                                            | Rok  | Reżyseria/Realizacja  | Album                          | Źródło |
| ---------------------------------------------------------------- | ---- | --------------------- | ------------------------------ | ------ |
| „Skamieniali”                                                    | 2004 | Mateusz Śliwa         | Cztery pory rapu               | [ 24 ] |
| „Piętnastu MC’s”                                                 | 2004 | Mateusz Śliwa         | Cztery pory rapu               | [ 43 ] |
| „Bez rapu byłbym nikim”                                          | 2004 | Dariusz Szermanowicz  | Cztery pory rapu               | [ 44 ] |
| „Zapomnij o tym”                                                 | 2005 | Grupa 13              | Cztery pory rapu               | [ 45 ] |
| „Czarne chmury nad miastem”                                      | 2006 | Paweł Popko           | Inni niż wszyscy               | [ 46 ] |
| „Wuuuf” (gościnnie: Wall-e, Esee, Gural)                         | 2006 | Grupa 13              | Inni niż wszyscy               | [ 47 ] |
| „Inni niż wszyscy”                                               | 2008 | Grupa 13, Infinitum   | Inni niż wszyscy               | [ 48 ] |
| „Łapy w górę”                                                    | 2009 | Endorfina             | Złodzieje czasu                | [ 49 ] |
| „Złap za broń”                                                   | 2009 | Endorfina             | Złodzieje czasu                | [ 50 ] |
| „Bezpowrotnie”                                                   | 2009 | Endorfina             | Złodzieje czasu                | [ 51 ] |
| „I choć niewiele mam, Cofnij się, Ilu z Was?” (gościnnie: Fokus) | 2010 | –                     | Złodzieje czasu                | [ 52 ] |
| „Niosę płytę”                                                    | 2011 | Parkour Wrocław       | Inni niż wszyscy               | [ 53 ] |
| „Gandzia Krąg”                                                   | 2011 | Evil Eye Studio       | Grube Jointy 2 – Karani za nic | [ 54 ] |
| „Ta sama gra”                                                    | 2012 | RMVISION              | Dolina klaunoow                | [ 55 ] |
| „Dolina klaunoow”                                                | 2012 | Evil Eye Studio       | Dolina klaunoow                | [ 8 ]  |
| „Ważne jak kończysz”                                             | 2012 | Dirt Video            | Dolina klaunoow                | [ 56 ] |
| „Dostosowany 2" (gościnnie: Ras Luta)                            | 2012 | RMVISION              | Dolina klaunoow                | [ 57 ] |
| „Nie wierzę w nic już”                                           | 2012 | Evil Eye Studio       | Dolina klaunoow                | [ 58 ] |
| „Zabiłem grubasa”                                                | 2014 | –                     | Odmienny stan świadomości      | [ 59 ] |
| „Paranoje”                                                       | 2015 | –                     | Odmienny stan świadomości      | [ 60 ] |
| „Murmurando”                                                     | 2015 | –                     | Odmienny stan świadomości      | [ 61 ] |
| "Zdejmij to!”                                                    | 2015 | –                     | Odmienny stan świadomości      | [ 62 ] |
| „Zamach na klub”                                                 | 2015 | RMVISION              | Odmienny stan świadomości      |        |
| Gościnnie                                                        |      |                       |                                |        |
| L.U.C. – „Kosmostumostów – geneza” (gościnnie: Trzeci Wymiar)    | 2011 | L.U.C, Tomasz Dyrduła | Kosmostumostów                 | [ 63 ] |
| Donatan – „Z dziada-pradziada” (gościnnie: Trzeci Wymiar)        | 2012 | Piotr Tutka           | Równonoc. Słowiańska dusza     | [ 64 ] |
| White House – „Armagedon” (gościnnie: Trzeci Wymiar)             | 2012 | Dirt Video            | Kodex 4                        | [ 65 ] |
| Buczer – „Moje życie to rap” (gościnnie: Trzeci Wymiar)          | 2012 | Hustlas               | Dwa oblicza                    | [ 66 ] |
| Kaczor – „Wszechstylowy blitzkrieg” (gościnnie: Trzeci Wymiar)   | 2014 | 9 Liter Filmy         | Most na rzece odkupienia       | [ 67 ] |

## Nagrody i wyróżnienia
| Rok  | Kategoria                                                  | Nagroda                 | Uwagi     | Źródło |
| ---- | ---------------------------------------------------------- | ----------------------- | --------- | ------ |
| 2004 | Najlepszy polski artysta                                   | MTV Europe Music Awards | Nominacja | [ 68 ] |
| 2005 | Plastyczna aranżacja przestrzeni („Bez rapu byłbym nikim”) | Yach Film               | Nominacja | [ 69 ] |
| 2007 | Teledysk roku („Wuuuf”)                                    | VIVA Comet Awards       | Nominacja | [ 70 ] |